# 부석초등학교 (경북)
부석초등학교는 대한민국 경상북도 영주시 부석면 소천리에 있는 공립 초등학교이다.

## 학교 연혁
| 1923년 | 5월 7일  | 부석공립보통학교 개교                                                                  |
| 1938년 | 4월 1일  | 부석공립심상소학교 개칭                                                                |
| 1939년 | 8월 10일 | 부석공립심상소학교 부설 상석간이학교로 설립인가                                        |
| 1941년 | 4월 1일  | 부석공립국민학교로 개칭                                                                |
| 1945년 | 5월 1일  | 상석공립국민학교로 분리인가                                                            |
| 1962년 | 4월 10일 | 본교 부설 남대분교장 설립인가                                                          |
| 1981년 | 3월 7일  | 병설유치원 개원                                                                        |
| 1999년 | 3월 1일  | 상석 분교장(3학급) 편입(유치원 1학급)                                                  |
| 2001년 | 3월 1일  | 부석북부초등학교 통폐합, 남대분교장(2학급) 편입 / 영주교육청 지정 정보화 시범학교 운영 |
| 2002년 | 3월 1일  | 상석분교장 통폐합                                                                      |
| 2006년 | 3월 1일  | 영주교육청 지정 선비교육 시범학교 운영                                                 |
| 2007년 | 3월 1일  | 경상북도교육청 지정 창의성 교육 시범학교 운영                                          |
| 2010년 | 3월 1일  | 남대분교장 통폐합                                                                      |
| 2011년 | 3월 1일  | 농산어촌 전원학교 운영                                                                 |
| 2020년 | 9월 1일  | 제28대 이필훈 교장 부임                                                                |
| 2022년 | 1월 6일  | 제97회 졸업식(총 졸업생수 6,695명)                                                     |

## 참고 자료
- 부석초등학교 - 한국교육학술정보원 학교알리미